# Geschlechtersegregation am Arbeitsmarkt
Das soziologische Feld der Geschlechtersegregation am Arbeitsmarkt ist eine besondere Form der Arbeitsmarktsegregation und beschreibt die Ungleichverteilung von Berufs- und Lebenschancen von Frauen und Männern. Das ist trotz eines erheblichen Anstiegs des Bildungs- und Qualifikationsniveaus und einer steigenden Erwerbsbeteiligung von Frauen sowie gesetzlich verankerten Regelungen zur Gleichstellung der Geschlechter der Fall.
Man spricht auch von Männer- und Frauendomänen.

## Historisches
Im Deutschen Reich wurden Ehefrauen und Mütter durch einzelne gesetzliche Maßnahmen aus dem Arbeitsmarkt verdrängt bzw. aus bestimmten Berufen ausgegrenzt:
- Von 1880 bis 1919 galt ein Lehrerinnenzölibat, wodurch Lehrerinnen bei Eheschließung ihre Stellung ebenso wie ihre Ansprüche auf ein Ruhegehalt verloren.[1]
- Die Personalabbauverordnung legalisierte in der Weimarer Republik 1923 die zu der Zeit gängige Praxis, Beamtinnen zu entlassen, wenn sie heirateten oder ein uneheliches Kind bekamen.[2]
- In der Zeit des Nationalsozialismus wurden Ehefrauen ein Anreiz zum Ausscheiden aus dem Arbeitsmarkt gewährt, indem Jungvermählten ein Ehestandsdarlehen für die Beschaffung von Hausrat gewährt wurde unter der Voraussetzung, dass die Ehefrau aus der Erwerbstätigkeit ausschied.

## Horizontale und vertikale Segregation
Horizontale Segregation meint Unterschiede auf einer Hierarchieebene. Die Arbeitswelt lässt sich in männliche und weibliche Bereiche einteilen, somit ist der Arbeitsmarkt geschlechtlich segregiert: Die horizontale Segregation der Berufe teilt den gesamten Erwerbsbereich in männliche und weibliche Tätigkeitsfelder, Berufe und Branchen auf. Die Grenzziehungen, ab welcher Prozentzahlen von "Frauenberufen" und "Männerberufen" beziehungsweise gemischten Berufen gesprochen wird, variieren jedoch in der Literatur. In fast allen Berufen und Branchen besteht ein großes Missverhältnis zwischen den Geschlechtern, so arbeiteten 2010 2/3 der Männer in sogenannten Männerberufen mit einem Frauenanteil unter 30 %. Frauen arbeiten verstärkt im Einzelhandel und in sozialen Berufen, während Männer eher technische, handwerkliche und verwandte Berufe im Produktionsbereich ausüben. Vgl. Liste von Frauenanteilen in der Berufswelt.
Vertikale Segregation meint Unterschiede durch Ungleichverteilung auf unterschiedlichen Hierarchieebenen. Männer und Frauen sind auf unterschiedlichen Hierarchieebenen ungleich verteilt. Im Jahr 2014 lag der Anteil von Frauen in Führungspositionen in der Privatwirtschaft in der ersten Hierarchieebene bei lediglich 25 %. Frauen sind demnach im Verhältnis zu ihrem Anteil an der Gesamtbelegschaft noch immer deutlich unterrepräsentiert. Karrierewege von Frauen werden durch informelle und oft unsichtbare Barrieren, die den Zugang zu höheren Positionen ermöglichen, die sogenannte Gläserne Decke, versperrt. Zusätzlich gibt es erhebliche Lohndifferenzen zwischen den Geschlechtern (siehe Gender-Pay-Gap).

## Institutionelle Regelungen
Es existieren verschiedene institutionelle Regelungen in Deutschland und Schweden, die direkt und/oder indirekt die Gleichstellung von Männern und Frauen auf dem Arbeitsmarkt positiv oder negativ beeinflussen. Obwohl Schweden im Vergleich zu Deutschland länger und stärker die Gleichstellung von Frauen und Männern auf dem Arbeitsmarkt durch institutionelle Regelungen wie z. B. durch das Gesetz über die Chancengleichheit herzustellen versucht, und die Vereinbarkeit von Familie und Beruf durch eine staatlich garantierte umfassende Kinderbetreuung fördert, gelingt es bisher auch in Schweden nur bedingt, die Segregation des Arbeitsmarktes in männliche und weibliche Bereiche aufzulösen.
In Deutschland schreibt das „Gesetz für die gleichberechtigte Teilhabe von Frauen und Männern an Führungspositionen“ seit dem 1. Januar 2016 bei Nachbesetzungen eine verbindliche Frauenquote von 30 % in Aufsichtsräten von börsennotierten und paritätisch mitbestimmten Unternehmen vor.

## Auswirkungen auf den Gender-Pay-Gap
Eine schwedische Studie hat festgestellt, dass Arbeitsmarktsegregation einen erheblichen Anteil des Gender-Pay-Gap aufklärt, aber ein signifikanter Lohnunterschied auch dann verbleibt, wenn zusätzliche Faktoren statistisch konstant gehalten werden. Das Ergebnis wird als ein Hinweis auf Lohndiskriminierung im schwedischen Arbeitsmarkt interpretiert.
Nach dem Employment Outlook der OECD aus dem Jahre 2002 bleibt Arbeitsmarktsegregation weiterhin als Problem am Arbeitsmarkt bestehen und führt dazu, dass die kognitiven Fähigkeiten und Führungskompetenzen von Frauen ungenügend genutzt werden.
Um die Arbeitsmarktsegregation umfassend begreifen zu können, muss die Verteilung von guten Positionen (hohes Entgelt, hohe Entscheidungsbefugnis, hoher gesellschaftlicher Status, hohe Arbeitsplatzsicherheit) und schlechten Positionen (niedriges Entgelt, geringe Entscheidungsbefugnis, niedriger gesellschaftlicher Status, geringe Arbeitsplatzsicherheit) in Relation zu (mindestens) den klassischen Ungleichheitsdimensionen ethnischer Zugehörigkeit, Klasse und Geschlecht (engl. race, class, gender) betrachtet werden. Der Segregationsgrad auf dem Arbeitsmarkt beeinflusst in der kapitalistischen Gesellschaften die Lebenschancen und steuert durch die schlechteren Bedingungen soziale, kulturelle und materielle Benachteiligungen.
Um die geschlechtsspezifische Einkommensschere auf Grund der Berufswahl zu schließen, wird versucht, Jungen über Boys’ Day in typische Frauenberufe und Mädchen über Girls’ Day in typische Männerberufe zu bringen.